# 어브덕션
《어브덕션》(영어: Abduction)은 2011년 개봉한 미국의 액션 스릴러 영화이다. 존 싱글턴 감독이 연출하고 테일러 라우트너, 릴리 콜린스, 앨프리드 몰리나, 제이슨 아이작스, 마리아 벨로, 시고니 위버 등이 출연하였다.

## 출연
- 테일러 라우트너 - 네이선 하퍼 / 스티븐 프라이스 역
- 릴리 콜린스 - 캐런 머피 역
- 앨프리드 몰리나 - 프랭크 버턴 역
- 제이슨 아이작스 - 케빈 하퍼 역
- 마리아 벨로 - 마라 하퍼 역
- 시고니 위버 - 제럴딘 "제리" 베넷 역
- 미카엘 뉘크비스트 - 니콜라 코즐로프 역
- 더멋 멀로니 - 마틴 프라이스 역
- 니컬라 슈렐리 - 앨릭 역
- 엘리자베스 롬 - 로나 프라이스 역
- 앤토니크 스미스 - 샌드라 번스 역
- 덴절 휘터커 - 길리 역
- 일랴 볼로흐 - "스웨터" 역